# 방랑자 (드라마)
《방랑자》는 한국방송공사 2TV 특집드라마이다.

## 제작진
- 극본 : 오광재
- 연출 : 염현섭

## 출연진
- 임혁 : 백호 역
- 이경표 : 연실 역
- 박병호 : 도원 역
- 정해창 : 강팔두 역
- 윤상미 : 하여인 역
- 최화정 : 국화 역
- 사미자
- 안영주
- 강민호
- 최길호
- 김하림
- 장순국